# Frank Asschenfeldt Birkebæk
Frank Asschenfeldt Birkebæk (født 1. juli 1945 i Gilleleje) er en dansk historiker og museumsmand.
Han blev født i 1945 som søn afskoleinspektør Cuno Ernesto Asschenfeldt Birkebæk og Harriet Margrethe Asschenfeldt Birkebæk. I 1965 blev han student fra Haslev Gymnasium. Han var militærnægter, og blev senere ansat på Vikingeskibsmuseet i Roskilde fra 1973 til 1977. Efterfølgende blev han ansat på Roskilde Museum, og han blev udnævnt som direktør i 1979. Han bestred denne stilling indtil han gik på pension i 2017.
Birkebæk var formand for Statens Museumsnævn fra 1986-89. I 1988 var han med til at stifte Museet for Samtidskunst i Roskilde. I 1992 var han med til at stifte det europæiske musemsnetværk NEMO (Network of European Museums Organisations).
Han er giftmed viceskoleinspektør Jytte Engmann Birkebæk (født Sørensen) 1968, og sammen har de et barn der blev født i 1969.